# 短文クイズ
短文クイズ（たんぶんクイズ）は、クイズ問題の一種である。1990年代前半に登場した長文クイズに対するものであり、正解を誘導するために示す情報を少数（多くの場合は1つ）に抑えた問題文になっているのが特徴である。

## 概要
短文クイズは「問題文が短い」という点においてはクイズマニアの間で合意がなされているが、「何文字以下の問題文を短文と呼ぶか」については定義がなされていない。おおむね、前述した「正解を誘導するための情報量」によって各人の考え方が異なる。短文クイズ自体はクイズタイムショックの頃から存在していたが、長文クイズが登場する以前にはなかった概念である。
一般に、以下のような問題が「短文クイズ」と呼ばれる。
- 「江戸幕府の初代将軍は誰でしょう？」
- 「日本の国鳥は何でしょう？」
- 「高速道路に関する用語で、ICといえばインターチェンジの略ですが、JCTといえば何の略でしょう？」

これらは、全て「正解を誘導するための情報」が1つである。3つ目の例題については、「IC」は正解を誘導するための情報ではないので、結果的に「JCT」のみが正解を誘導する情報となる。
短文クイズは短時間で多数出題することができるため、前述のクイズタイムショックや一定時間内で問題の正解数を競うタイムレースなどで用いられている。また、2000年代前半までのクイズゲームでは画面の制約上、出題は短文クイズに限られていた。
「正解を誘導する情報さえ提示できれば良い」という意味では、調査すべき量は少なくて済む。そのかわり、「その情報だけだと正解が複数存在してしまうのではないか」という点もしっかりと調査しなければならないため、問題作成には注意が必要である。
現在、単に「短文クイズ」と言った場合、そこで出される問題は長文クイズと比べると「世間一般によく知られているであろう単語」が正解になる傾向にある。しかし、「何を答えさせたいのか」の選定は出題者の自由である。「あまり知られていない単語を最小限の情報量のみを提示して答えさせる」といった行為には特段の問題はないし、実際に行われている。